# Voyage rapide
Le voyage rapide ou le déplacement rapide est une mécanique de jeu vidéo utilisée dans les jeux en monde ouvert qui permet à un personnage joueur de voyager instantanément entre des emplacements précédemment découverts (points de téléportation ou points de déplacement rapide), sans avoir à parcourir cette distance en temps réel. Parfois, le temps en jeu passe lors d'un voyage rapide, tandis que dans d'autres cas, le voyage est simplement implicite et le joueur est téléporté par des moyens magiques ou technologiques. Bien que généralement utilisé comme un moyen de commodité pour le joueur, le voyage rapide est critiqué car nuirait à la conception des jeux, certains mondes ou quêtes étant conçus pour l'intégrer au détriment de la profondeur, de la mémorisation ou du réalisme.

## Caractéristiques
Le voyage rapide s'effectue généralement à partir d'un menu du jeu lors de l'accès à une carte du monde ou à un objet tel qu'un véhicule ou un point de sauvegarde. Le joueur est immédiatement transporté d'un endroit à un autre, parfois avec un temps en jeu approprié entre les deux, comme s'il avait voyagé directement vers sa destination.
Certains jeux imposent des restrictions sur la quantité de déplacements rapides pouvant être effectués, généralement en exigeant l'utilisation d'un objet achetable à chaque fois, comme une tente ou un talisman magique. D'autres permettent des déplacements rapides infinis sans pénalité. Par exemple, Genshin Impact permet un voyage rapide illimité vers n'importe quel point de téléportation.
Les chevaux et les voitures sont souvent utilisés comme substituts partiels aux déplacements rapides qui permettent un déplacement plus rapide, mais pas instantané, à travers le monde.

## Accueil
GameCrate qualifie le voyage rapide de « commodité formidable » qui rend le jeu « attrayant pour le grand public » et aide les joueurs qui ont un « emploi du temps serré », mais suggère aux joueurs de ne pas l'utiliser pour une meilleure expérience. Brendan Caldwell de Rock, Paper, Shotgun va plus loin en exprimant son aversion pour les voyages rapides, déclarant qu'il apprécie beaucoup plus Skyrim après avoir téléchargé un mod qui permet de désactiver les voyages rapides. Il déclare que « les voyages rapides suppriment toute sensation de distance réelle », citant Dark Souls, un jeu conçu autour de la marche, comme beaucoup plus proche du concept et des émotions d'un voyage, et affirme que la suppression de tout ennui élimine également le sentiment d'une « véritable quête ». Tout en faisant valoir le contre-argument selon lequel les joueurs s'ennuieraient trop s'ils étaient obligés de se déplacer manuellement partout, il explique que cela obligerait les concepteurs de jeux à rendre le monde intéressant à parcourir.
Kotaku estime que jouer à Fallout 4 sans utiliser le voyage rapide « a complètement transformé » son expérience avec le jeu. De même, Kirk Hamilton suggère de moins utiliser le voyage rapide dans The Legend of Zelda: Breath of the Wild.